# Chainsaw Man
Chainsaw Man (japanska: チェンソーマン Chensō Man) är en japansk mangaserie skriven och illustrerad av Tatsuki Fujimoto. Den första delen publicerades i Shueishas shōnen-mangamagasin Weekly Shōnen Jump från december 2018 till december 2020. Den andra delen började publiceras i manga-plattformen Shueishas Shōnen Jump+ 2022. Kapitlen har samlats i över 21 tankōbon-volymer sedan juli 2025.
Berättelsen följer Denji, en fattig tonåring som ingår ett avtal som förenar hans kropp med Pochita, den hundliknande Motorsågdjävulen, vilket ger honom förmågan att förvandla delar av sin kropp till motorsågar. Denji ansluter sig så småningom till Public Safety Devil Hunters, en statlig myndighet som bekämpar djävular när de utgör ett hot mot Japan. Den andra delen av berättelsen fokuserar på Asa Mitaka, en gymnasieelev som ingår ett avtal med Yoru, Krigsdjävulen, som tvingar henne att jaga Chainsaw Man för att återfå det han stulit från henne.
Mangan är licensierad i Nordamerika av Viz Media, både för tryckt och digital utgivning, och publiceras även av Shueisha på onlineplattformen Manga Plus. En anime-serie producerad av MAPPA sändes från oktober till december 2022. En animefilm med titeln Chainsaw Man – The Movie: Reze Arc har premiär i september 2025.
I december 2024 hade mangaserien över 30 miljoner exemplar sålda, vilket gör den till en av de mest bästsäljande mangaserierna genom tiderna. År 2021 vann den det 66:e Shogakukan Manga Award i shōnen-kategorin och vann ett Harvey Awards i kategorin Bästa manga från 2021 till 2023. Chainsaw Man har fått hyllningar världen över, som har berömt dess subtila men unika berättarstil, dess karaktärer och mörka humor, och särskilt lyft fram dess våldsamma scener inom ramen för berättelsen.

## Berättelsen

### Berättelsens miljö
Serien utspelar sig på 1990-talet, i en alternativ tidslinje där Sovjetunionen fortfarande existerar. Djävular (悪魔, Akuma) föds ur människors rädslor. Djävulsjägare (デビルハンター, Debiru Hantā) är specialiserade på att jaga dem och ingår ofta avtal med dem i utbyte mot makt. En djävul som besitter en människokropp (vanligtvis avliden) kallas för en halvdjävul (engelska: Fiend), medan vissa individer kan bli hybrider genom att smälta samman med djävular. Djävular har förmågan att reinkarneras; när djävular dör på jorden reinkarneras de i helvetet, och vice versa. Men när en djävul äts upp av Motorsågdjävulen raderas rädslan för den från människors minne; förintelsen, aids och kärnvapen glömdes bort kollektivt.

### Handling

#### Del 1: Public Safety Saga

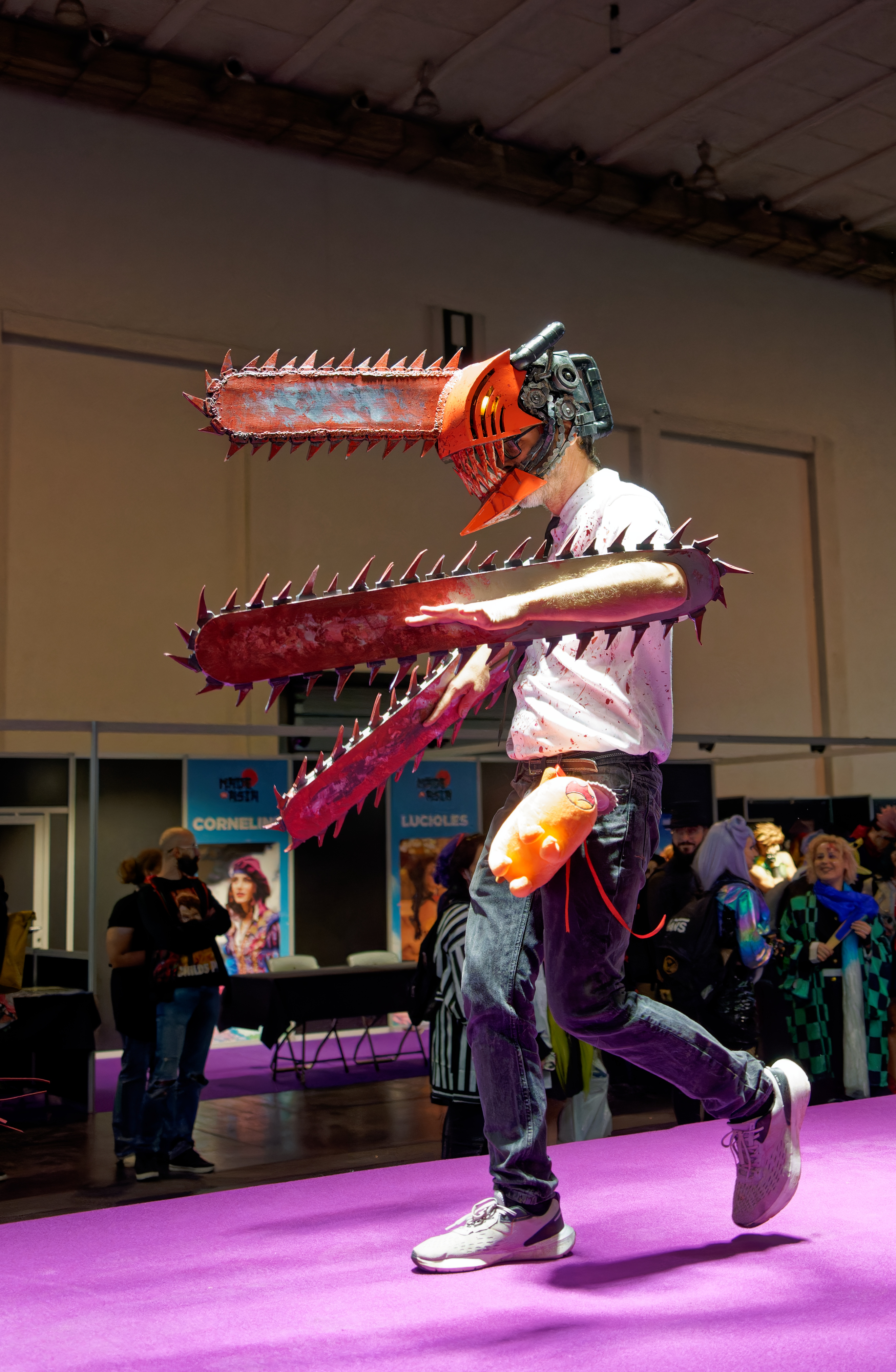
Cosplay av Denji i sin Chainsaw Man-form.

Denji är en tonåring som lever i fattigdom och arbetar för att betala av sin avlidne fars skuld till yakuzan genom att arbeta som djävulsjägare, med hjälp av Pochita, hans hundkompis som även är Motorsågdjävulen. Denji blir förrådd av yakuzan, som dödar honom för ett kontrakt med Zombiedjävulen. Pochita sluter ett avtal med Denji och förenas med hans hjärta och blir en djävul-människa-hybrid, under förutsättning att Denji får leva ut sina blygsamma drömmar om ett enkelt liv, som att äta bröd med sylt eller att bli kär i en kvinna och ha ett intimt förhållande med henne. Genom att dra i ett snöre på bröstet förvandlas Denji till Chainsaw Man och massakrerar yakuzan.
Efteråt ansluter sig Denji till ett team av statliga djävulsjägare, ledda av Makima, som ger honom i uppdrag att döda Vapendjävulen. Efter att ha blivit ihopparad med en mer erfaren djävulsjägare vid namn Aki Hayakawa börjar Denji träna med sin partner Power, en halvdjävul som kan förvandla sitt blod till olika vapen, under ledning av den erfarne djävulsjägaren Kishibe. Tillsammans bekämpar de flera fiender som är ute efter Denjis krafter, däribland yakuzan, andra djävular och lönnmördare utsända av olika länder.
Makima avslöjar sig senare vara Kontrolldjävulen, som i slutändan försöker kontrollera Pochita, eftersom han har makten att radera olika begrepp för rädsla genom att konsumera deras djävular som utfärdar sagda rädslor. Vapendjävulen – vars kropp i hemlighet hade delats upp mellan flera länder som ett supervapen – skickas av USA för att döda Makima, men hon besegrar den och tvingar den att träda in i Akis kropp som en halvdjävul, som Denji senare dödar i självförsvar. Makima dödar senare Power framför Denji, vilket gör honom katatonisk och tvingar Pochita att ta över hans kropp.
Kishibe organiserar en räd för att rädda Denji tillsammans med den fega säkerhetsagenten Kobeni Higashiyama. Med deras hjälp och det sista av Powers blod dödar Denji Makima. En tid senare placerar Kishibe den reinkarnerade kontrolldjävulen – en liten flicka vid namn Nayuta – under Denjis beskydd. I en dröm tackar Pochita Denji för att han visat honom sina drömmar och uppmuntrar honom att leva sitt liv till fullo. Denji börjar gå i gymnasiet samtidigt som han bekämpar djävular som självutnämnd hämnare.

#### Del 2: Academy Saga
Asa Mitaka, en socialt tillbakadragen gymnasieelev, ingår ett avtal med krigsdjävulen Yoru efter att hennes mamma dödats av tyfondjävulen. Asa försöker bryta avtalet, men Yoru planerar i hemlighet att använda deras band för att återuppliva Kärnvapendjävulen. Under tiden balanserar Denji sitt liv som student och Chainsaw Man samtidigt som han tar hand om Nayuta, den reinkarnerade kontrolldjävulen. Hans försök att avslöja sin identitet hindras av regeringsagenten Hirofumi Yoshida, som arrangerar ett möte mellan Asa och Denji – ett möte som hon tackar nej till. Spänningarna stiger när en Chainsaw Man-imitatör mördar Asas vän Yuko.

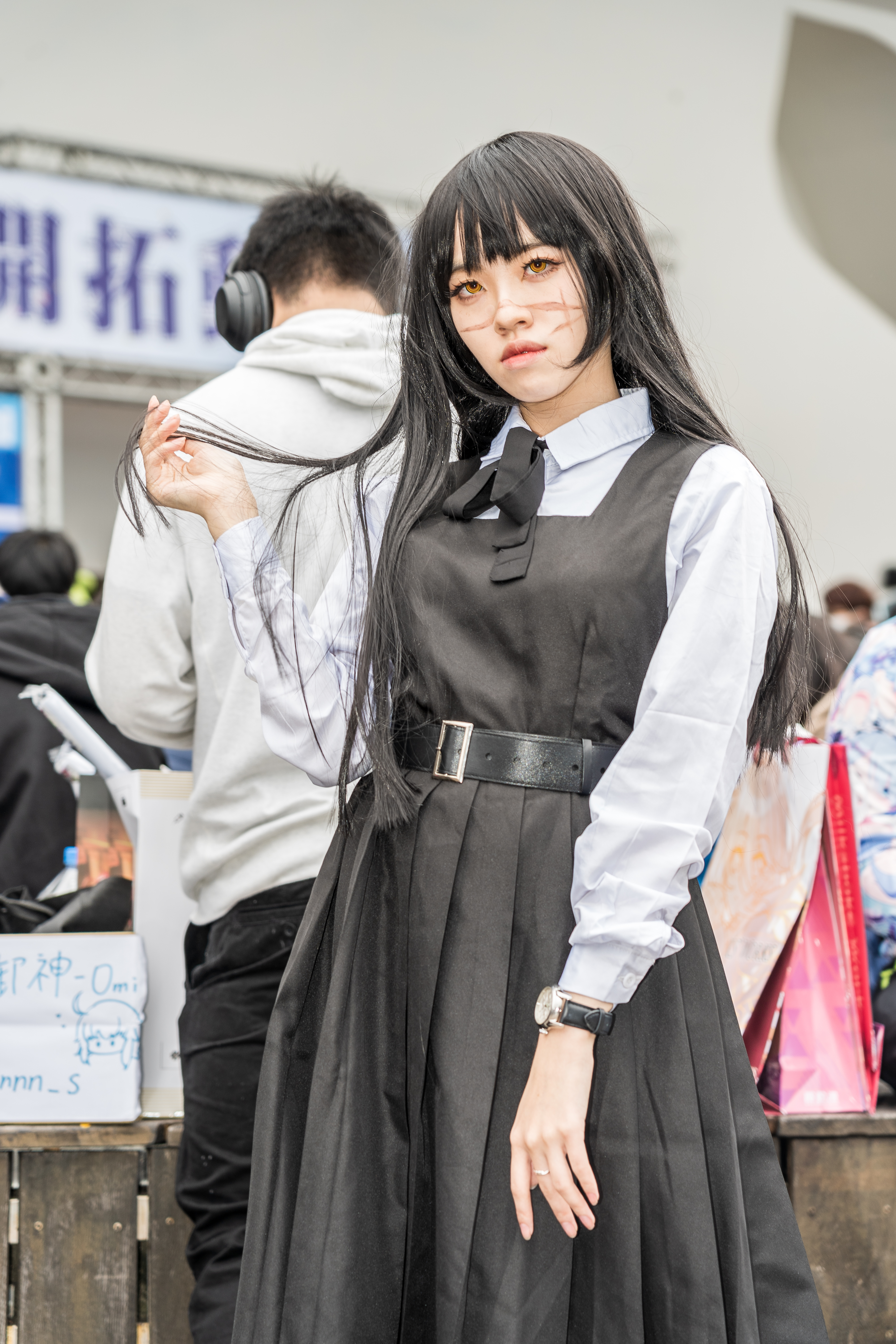
Cosplay av Asa Mitaka, huvudpersonen i mangans andra del: Academy Saga.

Hungersnödsdjävulen, Fami, manipulerar olika händelser under berättelsens gång för att ändra Nostradamus profetia och fördröja Dödsdjävulens ankomst. Efter att Denji och Nayuta överlevt en attack från Falldjävulen så fångas de av Yoshidas organisation. Under tiden främjar den kultliknande Chainsaw Man-kyrkan, som i hemlighet kontrolleras av Fami, sin egen bedragare. Barem Bridge, en medlem i kyrkan, avslöjar deras avtal med Elddjävulen, som gör det möjligt för anhängarna att förvandlas till Chainsaw Man-zombier och skapa globalt kaos – vilket stärker både Yoru och Chainsaw Man inför den kommande striden.
Efter att Barem förstört Denjis hem och dödat hans husdjur, offrar Nayuta tillsynes sig själv. Denji blir fängslad och skördas för sina organ innan han räddas av Asa, Yoru och Fami. När Barem visar upp vad som verkar vara Nayutas avhuggna huvud, förvandlas Denji igen. Avdelningen för den allmänna säkerheten försöker utnyttja hans kraft genom att ingå i ett kontrakt med Ålderdjävulen för att utplåna Dödsdjävulen, men Denji fångar den i dess egna rike. Yoshida ställer ett ultimatum: bli Yorus vapen mot döden i utbyte mot avrättning. Denji vägrar och bryter alla band med organisationen.
Styrkt av mänsklighetens växande rädsla för krig erbjuder Yoru Denji ett nytt avtal – besegra Dödsdjävulen och vinn Asas kärlek, eller misslyckas och bli förvandlad till hennes vapen. Asa varnar att Yorus skiftande motiv kan påskynda profetian. Paret omfamnar kaoset och härjar genom Tokyos zombieapokalyps. Under tiden konfronteras en blyg gymnasieelev – som initialt troddes vara Dödsdjävulen – av en Chainsaw Man-bedragare. Hon avslöjar sig som Hungersnödsdjävulen, Fami, och blir snabbt övermannad av den sanna Dödsdjävulen (som inledningsvis presenterades som Fami), som tvingar henne och Chainsaw Man-bedragaren (som senare avslöjas som Elddjävulen) att ansluta sig till Falldjävulen för att släppa loss en ”avgrund av terror” över mänskligheten och därmed uppfylla profetian. Yoru och Denji anländer snart och stöter på Fami, Elddjävulen och Falldjävulen. Yoru besegrar Falldjävulen efter att Amerika skapat en atombomb, som trots att Kärnvapendjävulen inte återuppväckts, ger henne mer kraft. Denji, efter att ha lämnats att dö, räddas av Dödsdjävulen, som avslöjar sitt namn som Li'l D.

## Seriens tillkomst
Trots seriens brutala våld och mörka humor så ville Tatsuki Fujimoto få den publicerad i Weekly Shōnen Jump, men han hade en känsla av att hans verk skulle ”begravas” om han hade gjort en ”Jump-liknande manga”, så han försökte behålla mycket av sin individualitet som skapare samtidigt som han endast gjorde strukturen och karaktärerna Jump-liknande. Fujimoto sa också att trots framgången ville han skriva den andra delen av serien i Shōnen Jump+, eftersom han ville ta serien i en helt ny riktning och göra den mer annorlunda än den första delen. Enligt honom är det inte så stor skillnad mellan att arbeta för Weekly Shōnen Jump och Shōnen Jump+, och han förklarade att det fanns några få scener som stoppades under utkaststadiet, men att han fick göra vad han ville när det gällde berättelsens logik. 
Fujimoto sa att han hämtade inspiration från olika verk. Under publiceringen av Chainsaw Man sa Fujimoto att han var för upptagen, men han tittade på så många nya saker han kunde och lånade olika element från det han såg.  På Twitter sa han att han var ett fan av filmtrilogin Kizumonogatari från 2016, och att trilogins slutstrid, som visas i del 3, blev inspirationen för slutstriden i den första delen av Chainsaw Man. Han beskrev också serien som en "ond FLCL ".  Fujimoto hade planerat olika element från serien redan i början, medan andra saker lades till under arbetets gång. Han hade inga specifika planer på att ge någon förklaring till de meningsfulla orden eller saker som kändes ”fel”, och tillade att han lämnade olika saker vaga för att göra seriens andra del lättare att göra. 

## Media

### Manga
Den första delen av serien, ”Public Safety Arc” (公安編, Kōan-hen), publicerades i Shueishas shōnen-mangaantologi Weekly Shōnen Jump från den 3 december 2018   till 14 december 2020.  Efter seriens avslutning i Weekly Shōnen Jump, utannonserades det att en andra del  ska börja publiceras på Shueishas onlinetidning Shōnen Jump+. Den 19 december 2020 tillkännagavs att den andra delen, ”Academy Saga” (学校編, Gakkō-hen), skulle handla om Denji som går i skolan. Den andra delen började publiceras den 13 juli 2022. Shueisha har samlat sina kapitel i individuella manga-volymer. 

### Anime
En anime-serie i 12 avsnitt, producerad av MAPPA, sändes på TV Tokyo och andra kanaler från 12 oktober till 28 december 2022.

#### Film
En animefilm med titeln Chainsaw Man – The Movie: Reze Arc (劇場版 チェンソーマン レゼ篇, Gekijō-ban Chensō Man Reze-hen) har premiär i Japan den 19 september 2025 och 29 oktober i USA. 

## Mottagande

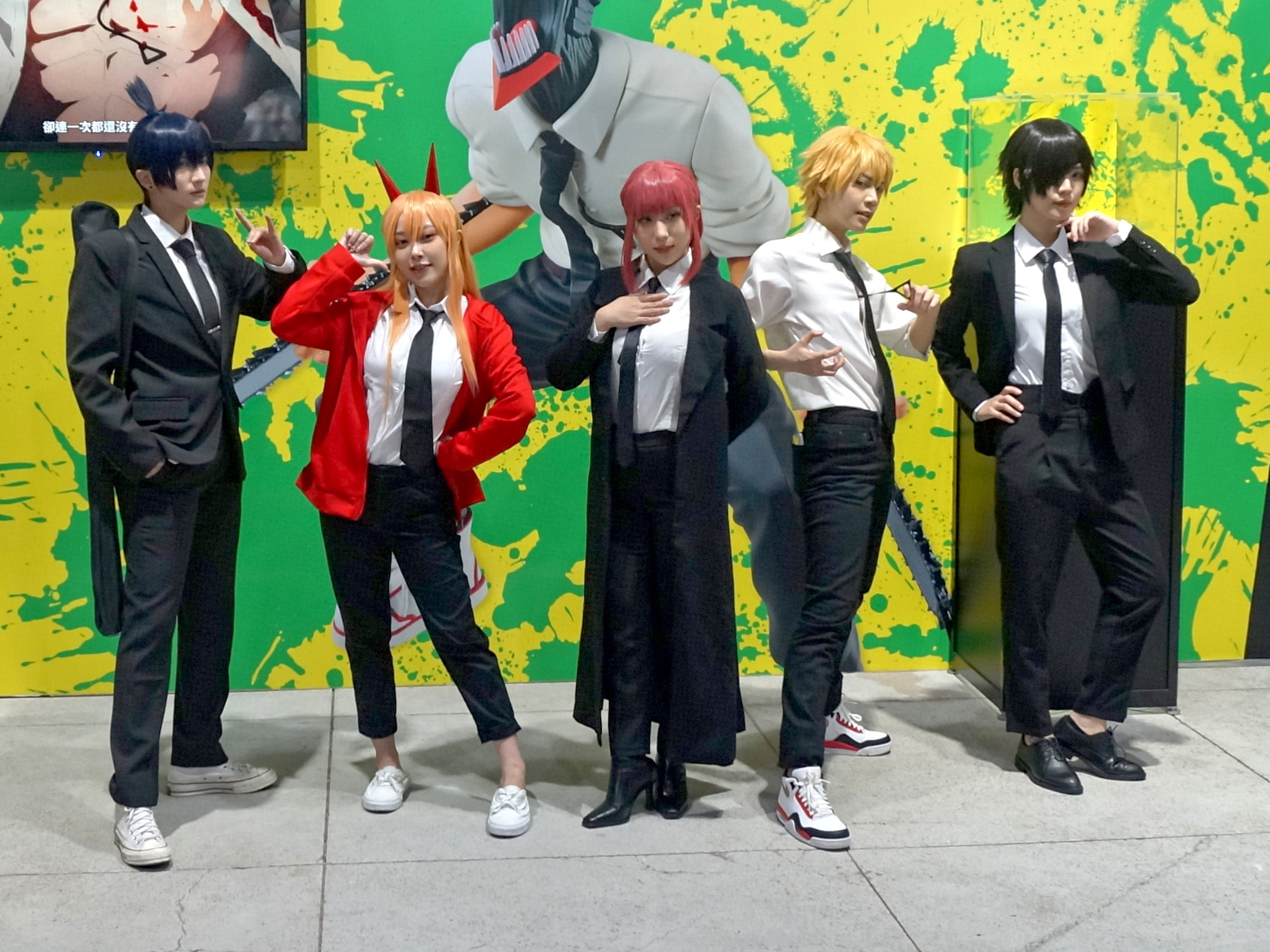
Fans som cosplayar karaktärer från serien. Från vänster till höger: Aki Hayakawa, Power, Makima, Denji och Himeno.

Chainsaw Man har överlag fått ett positivt mottagande av kritikerna. James Beckett från Anime News Network gav den första volymen betyget B+ och berömde dess excentriska blandning av humor, våld och emotionellt djup. Han lyfte fram dess fängslande världsbyggande och karaktärsutveckling och noterade att serien utmärkte sig genom sitt kaotiska men ändå seriösa utförande. Nicholas Dupree, som också skriver för Anime News Network, beskrev serien som en bisarr men oförglömlig upplevelse, oöverträffad i sin oförutsägbarhet.  Hannah Collins från Comic Book Resources berömde serien för dess balans mellan övernaturlig action och gripande karaktärsögonblick, och kallade den en potentiell framtida klassiker.  Julia Lee från Polygon berömde dess grafiska action och mörkt komiska berättelse och nämnde den som en av Weekly Shōnen Jumps mest framstående nya titlar. Sheena McNeil från Sequential Tart gav den första volymen betyget 9/10 och drog paralleller till verk som Army of Darkness, Devilman och Dorohedoro, samtidigt som hon berömde dess distinkta charm.
Anna Neatrour från Manga Report lyfte fram Denjis skadade men ändå fängslande karaktär och seriens effektiva blandning av blod och humor. Danica Davidson från Otaku USA noterade dess bisarra men hjärtliga utförande och uppskattade dess kommersiella framgång i Japan.  Katherine Dacey från The Manga Critic uttryckte blandade känslor och erkände dess polariserande men ändå onekligen unika attraktion. 
Fujimotos illustrationer fick särskilt beröm. Collins berömde hans tjocka, uttrycksfulla linjer då de förstärkte seriens råa atmosfär. Dupree hyllade de alltmer surrealistiska djävulsdesignerna i takt med att berättelsen utvecklades. Beckett erkände att karaktärsdesignerna inledningsvis var generisk, men berömde den dynamiska tydligheten under actionscenerna. McNeil noterade att medan de mänskliga karaktärernas design var oansenlig, var djävularna och våldet visuellt fantastiskt.  Dacey tyckte att vissa djävulsdesigner verkade oinspirerade, men noterade att andra designer väckte starkare reaktioner. Wolf ansåg illustrationerna är mangans starkaste aspekt, särskilt i dess actionscener. 

#### Teman
Kritikerna noterade att Chainsaw Man använde grafiskt våld och blodiga scener på ett sätt som förstärkte berättelsen. Dupree lyfte fram dess respektlösa ton och instinktiva action som utmärkande drag. Collins observerade att de blodiga scenerna bidrog till seriens ofiltrerade och råa atmosfär. McNeil beskrev våldet som absurt men balanserat av en underliggande mänsklighet. 